# Sinar Gunung (Tebat Karai)
Sinar Gunung is een bestuurslaag in het regentschap Kepahiang van de provincie Bengkulu, Indonesië. Sinar Gunung telt 553 inwoners (volkstelling 2010).